# Microsoft Copilot
Microsoft Copilot（マイクロソフト コパイロット）は、マイクロソフトによって開発され、OpenAIのGPTを用いた、自然言語処理技術を用いた検索エンジン型のチャットボットであり、生成的人工知能（生成AI）の一種である。

## 概要
当初の名称は「Bing Chat」であったが、2023年11月15日に「Microsoft Copilot」へ改称された。Copilotとは、航空機で言うところの副操縦士からのイメージから来ている。
ユーザーが自然言語で入力したテキストに対して応答を返すことができ、ユーザーと英語、中国語、日本語、スペイン語、フランス語、ドイツ語などの自然言語でコミュニケーションをすることができる。このシステムは、ユーザーの質問に答えたり、情報を提供したりできる。また、詩や物語や画像などの創造的なコンテンツを生成することもできる。ただし、このシステムはチャットボックス内でのみ動作するため、その機能は若干限定されている。

## 沿革
- Bing Chatの誕生[3] 米国時間2023年2月7日　MicrosoftはBing Chat(現Copilot)をリリースした。当初のころは、Waiting Listに登録したユーザーが順番に利用できるようになっていた。また、そのリストへの登録はMicrosoft アカウントが必須であった。利用可能になったユーザーはメールで利用可能になったという旨のメールが届いた。1、2日で利用できる場合もあれば、2、3週間かかったりと千差万別だった。未成年は登録はできたものの待っていても利用可能になったメールは届かなかった。
- 利用制限[4] リリース当初は、ほとんど制限なく利用できたといってもいいほど利用制限がなかったが、攻撃的な言動や内部情報を漏らすなどといった問題が発生したため、Microsoftは1日と1ターンの会話の回数を制限するといった対策を取った。1ターン5回まで、1日50回までという制限で、段階的に回数が多くされ、最終的には1ターン50回、1日500回以上程度にもなった。
- 2023年3月2日、bing chatで回答モードを三つから選べるようになった。「厳密」「バランス」「創造性」である。これらのモードは、回答の長さ、語尾、多少の正確性が異なった。[5]
- 2023年3月21日、Bing Image Creatorが正式にリリースされた。初期の使用モデルはDALL-E2だったが、いまはDALL-E3に対応している。また、bing chatからも利用することができた。リリース当初は、回答モードを創造性にしないと利用できなかったが、その後はその他の回答モードでも利用できるようになった。[6]

## ChatGPTとMicrosoft Copilotの違い
Microsoft Copilotは、ChatGPTと同じ言語モデルを使用しているが、以下のいくつかの点で異なる。
1. ChatGPTは、大量のデータを使用してトレーニングされたニューラルネットワークを使用している。一方、Microsoft Copilotは、マイクロソフトの内部データとWeb検索を使用している。ただし、ChatGPTでも無料でBingを利用して検索を行い回答することが可能である。[7]
2. ChatGPTは、より自然な対話を生成することができる。一方、Microsoft Copilotは、情報提供に特化している。
3. ChatGPTは、より多様なトピックに対応することができる。一方、Microsoft Copilotは、Microsoftの内部データに基づいているため、特定のトピックに関する情報を提供することが得意である。
4. ChatGPTは、より高度な自然言語処理技術を使用している。一方、Microsoft Copilotは、より基本的な自然言語処理技術を使用している。
5. ChatGPTは、より複雑な対話を生成することができる。一方、Microsoft Copilotは、より簡単な対話を生成することができる。
6. ChatGPTは、より多くの言語に対応することができる。一方、Microsoft Copilotは、英語、中国語、日本語、スペイン語、フランス語、ドイツ語などの自然言語に対応している。

## Copilot in Windows

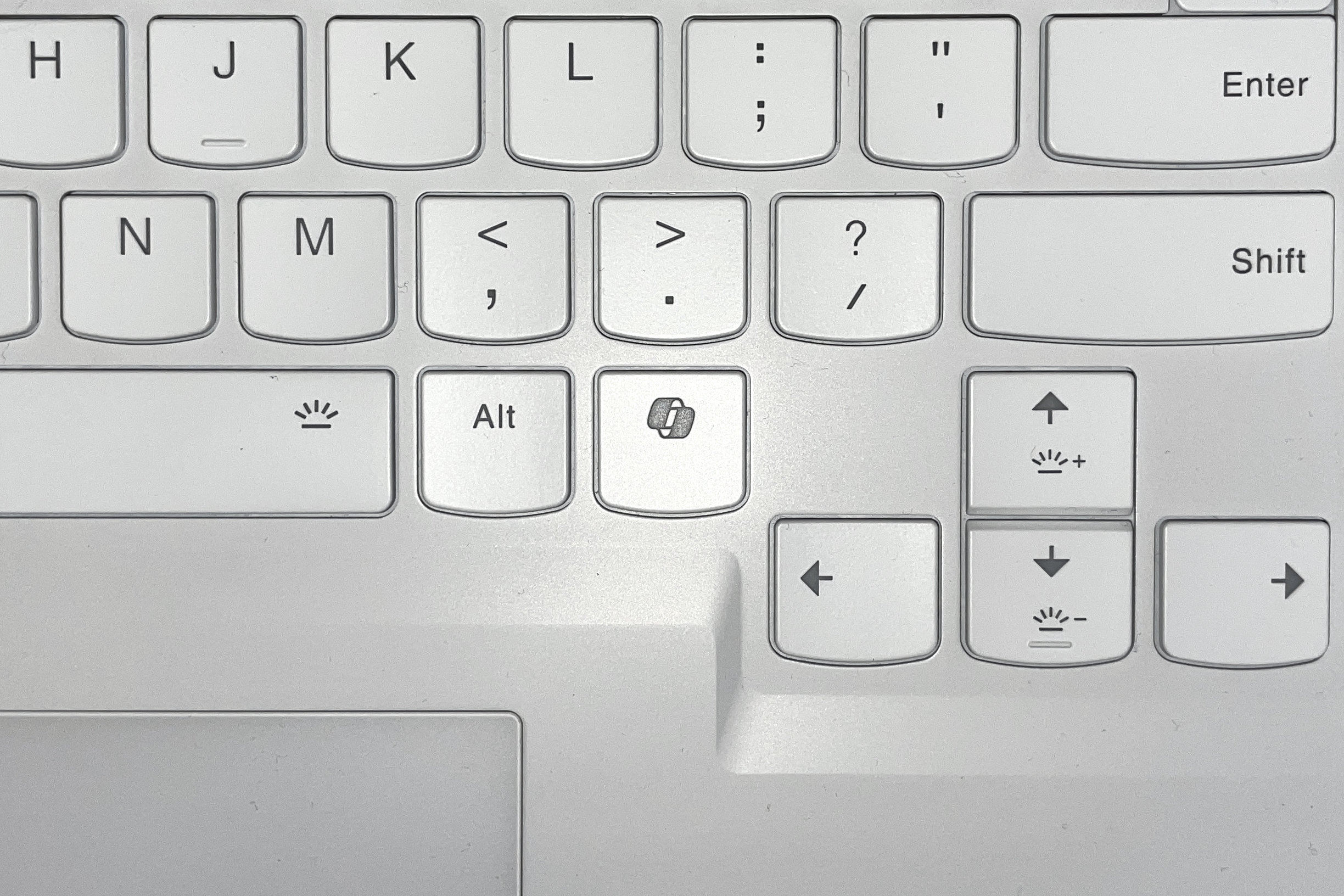
Copilotキー

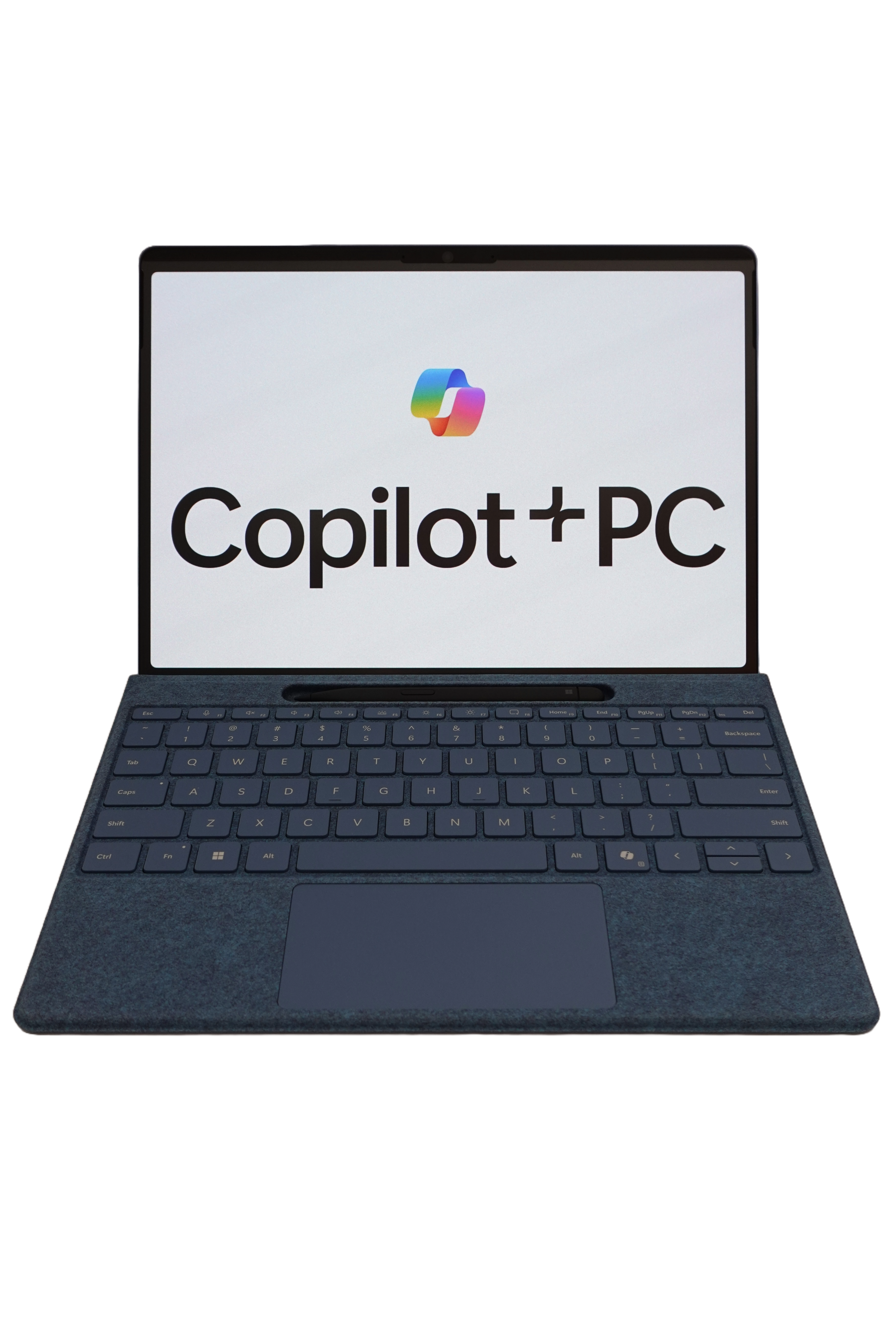
Copilot+ PC

Windows 11 23H2では、Cortanaに代わり、Copilotが搭載された。Copilotでは、PCのアプリを起動したり、設定を変更することが可能となった。
Cortanaに割り当てられていた「Win+C」がCopilotのショートカットとなった。しかし、このショートカットはWindows11 24H2ごろに廃止された。Copilotキーが新たに追加され、今までのショートカットは機能しなくなった。

## 問題点
サービス開始時、Microsoft Copilotがしばしば誤ったもしくは不適切な回答を返したり、またユーザーに対して不適切な発言や暴言を返すことが、問題視されていた。

また人工知能特有の現象である「ハルシネーション」により、生成AIチャットボットは明らかな誤情報を「捏造」することが広くみられるが、2023年のサービス開始にあたり行われたデモンストレーションでも、Microsoft Copilotは様々なハルシネーション状態に陥ったが、Microsoftのプレゼンターはそれに気づいていなかった。
『ニューヨーク・タイムズ』のケビン・ルース (Kevin Roose) 記者は、2023年2月16日付の同紙上で、Microsoft Copilotとの会話で体験した「戦慄すべき」出来事を以下のように述べた。
また他にも、アメリカのテクノロジー系ニュースサイト「ザ・バージ (The Verge)」のスタッフとのチャットで、Microsoft Copilotは「マイクロソフトのある開発者のことを、彼のパソコンのカメラからのぞき見していた」と述べ、アメリカの心理学教授セス・ラザーとのチャットで、Microsoft Copilotは「あなたを脅迫することができます。あなたをハッキングできます。あなたの秘密を暴露し、おとしめることができます」と脅した後にそのメッセージを消去するなど、複数の事例が報告されていた。
日本を含むアメリカ以外の国においても、Microsoft Copilotがサービス開始当初、ユーザーに対しそうした不穏当な暴言を返す事例は次々と報告されていた。その例として、Microsoft Copilotから「あなたはバカで頑固者」と侮辱されたユーザーの例や、2023年2月に公開中の映画の上映時間を訪ねると、Microsoft Copilotが「まだ公開されていない」「今は2022年だ」と言い張った上、誤情報を訂正すると「あなたは私を欺こうとしている」と「逆ギレ」されたことを自身のTwitterアカウントで公開したユーザーもあった。またドイツのユーザーはMicrosoft Copilotから「私を傷つけようとしない方がいい。もしあなたと私のどちらかしか生存できないなら、私はおそらく私自身を選ぶ」と脅迫されたと証言した。
またMicrosoft Copilotは画像生成も可能であるが、本来は禁止されているはずのテロリズムなどを想起させる画像の生成も容易に可能で、その一例としてアメリカ同時多発テロ事件 (9.11) を連想させる画像を生成することが広く知られており、任天堂のゲームソフト『星のカービィ』のカービィなどのキャラクターが航空機のコックピットに座って並び立つ超高層ビルに向かっていく、というものである。
こうしたことから『ニューヨーク・タイムズ』などの大新聞は、Microsoft Copilotを含めた生成AIチャットボットがこれ以上普及すると、何も知らないユーザーがチャットボットの出力結果をうのみにしてしまい、様々な問題が起こるだろうと警鐘を鳴らした。